# NGC 6963
NGC 6963 é uma estrela dupla na direção da constelação de Aquarius. O objeto foi descoberto pelo astrônomo Guillaume Bigourdan em 1885, usando um telescópio refrator com abertura de 12 polegadas. 